# سیگارهای فرعون
سیگارهای فرعون (به زبان فرانسوی: Les Cigares du pharaon) چهارمین کتاب از مجموعهٔ کتابهای مصور ماجراهای تن‌تن و میلو است. این کتاب نخستین بار در سال ۱۹۳۴ میلادی توسط هرژه نوشته، طراحی و به چاپ رسید.

## چاپ اول
- در انگلیس: Casterman
- در ایران (ترجمه فارسی): انتشارات یونیورسال

## تعداد صفحات
- در ایران: ۶۲ صفحه
- در بلژیک: ۶۲ صفحه
- در انگلیس: ۶۲ صفحه
- در آمریکا: ۶۲ صفحه
- در فرانسه: ۶۲ صفحه